# Atto de Vercelli
Atto (885 - 961) fue un monje, teólogo y canonista francés, nombrado obispo de  Vercelli, Italia antes de 945. Debe distinguise de Atto II, un obispo homónimo de Vercelli que vivió a mitad de la octava centuria.

## Biografía
Era hijo del vizconde Aldegarius. Fue obispo de Vercelli (924-961). En 933 fue nombrado gran canciller del rey Lotario II de Italia y obtuvo de la gratitud real donaciones y privilegios para su sede de Vercelli.
Durante su episcopado fue conocido en toda Europa por su buen gobierno y la espiritualidad de sus obras. La mayor parte de ellas fueron publicadas por vez primera por el benedictino Luc d'Achery (1609-85) en el octavo volumen de su Spicilegium; después se hizo una edición completa de las mismas por Baronzo del Signore en dos volúmenes en folio (Vercelli, 1768), de la que se sacó la de la Patrología Latina de Migne, v. CXXXIV, 27-834). En 1832 Angelo Mai publicó ocho sermones de Atto, y su curioso Polypticum o Perpendiculum, un resumen de filosofía moral. Sus Canones son en gran parte una compilación de vieja legislación eclesiástica, incluyendo las falsas Decretales. También contiene provisiones de él mismo y son de gran valor para estudiar la vida eclesiástica contemporánea y las costumbres del norte de Italia.